# Українська мистецька студія
Украї́нська Мисте́цька Сту́дія — мистецька школа, заснована 1952 у Філадельфії (США). Засновник та керівник — професор Петро Мегик. Програма навчання — рисунок, малярство, графіка, моделювання, скульптура, кераміка, історія мистецтва.
До 1980 року через школу пройшло 445 учнів (між ними Р. Лучаковська-Амстронґ, X. Зелінська, Н. Климовська, В. Дорошенко, С. Бернадин, Б. Палквич, В. Завадовська-Рожок, С. Лада, Б. Кондра, І. Бережницький тощо).
Викладачі — П. Андрусів, П. Мегик, Ю. Гура, А. Дараган, В. Дорошенко, П. Капшученко, В. Кивелюк, Г. Лужницький, Б. Мухин, С. Рожок, В. Сім'янців тощо.
У будинку школи відбувалися мистецькі виставки (до 1980 року — 75 різних митців) і звітні виставки учнів Студії.
Мистецька школа розташовувалась у власному будинку за адресою: 2322 Poplar Street, Philadelphia, PA 19130, USA. Студією опікувався Патронат — гол.: о. Ю. Гірняк, Б. Лучаковський, І. Мазепа, О. Зелінський.